# Rock and Roll Music
A Rock and Roll Music egy dal, amelyet 1957 májusában írt és rögzített Chuck Berry. Széles körben feldolgozták a dalt, és Berry egyik legnépszerűbb és legtartósabb szerzeményeként tartják számon.
A dal az Egyesült Államokban slágerlistájának a legjobb 10 helyezettje közé került. A The Beatles 1964-es felvétele a kislemezlisták élére került Európában és Ausztráliában, a The Beach Boys feldolgozása pedig 1976-ban az Egyesült Államok legjobb 10 slágere közé került.

## The Beatles-változat
Az együttes számos korai hamburgi műsorában előadta a dalt, és a BBC Pop Go The Beatles című műsorában is játszotta. 1964 végén kimerülten a megállás nélküli turnézásban és rögzítésben, és híján az eredeti anyagoknak, úgy döntöttek, hogy felveszik számos régi rock és rhythm and blues kedvencüket, hogy kitöltsék a Beatles for Sale nagylemezük tartalmát.
John Lennon adta elő a dalt. Berry egyenletes tónusú alakításával ellentétben Lennon olyan hangosan és dinamikusan énekelte, ameddig a hangja csak engedte. Az amerikai piacon a Beatles '65 című nagylemezen adták ki. A dal szerepelt az együttes 1966-os utolsó turnéjának műsorszámai között; a Nippon Budókanban tartott június 30-i műsoruk előadása szerepelt az 1996-os Anthology 2 válogatásalbumon – és a Get Back/Let It Be ülések során is előadták 1969 januárjában. Ez volt a Beatles 1976-os  Rock N' Roll Music című válogatásalbumának címadó dala is.
A zongoradallam felvételének pontos részlete változó. A Derek Taylor által írt eredeti Beatles for Sale jegyzetek azt állítják, hogy "George Martin csatlakozik Johnhoz és Paulhoz egy zongorán", ami arra utal, hogy mindhárom hangsávot az alaphang után adtak hozzá. Az 1988-as The Complete Beatles Recording Sessions című könyvében Mark Lewisohn egyetlen felvételként írta le, más hangsávok hozzáadása nélkül, ahol "minden tag az ismerős hangszerein játszik", Martin pedig zongorán.
Egyes országokban a Rock and Roll Music kislemezként jelent meg, az I'm a Loser B-oldalaként 1965 elején. Norvégiában, Svédországban, Finnországban és Ausztráliában a slágerlisták élére került. 
Németországban és Hollandiában a második, Belgiumban pedig a harmadik helyet érte el.

### Közreműködött
Ian MacDonald szerint:
- John Lennon – ének, ritmusgitár, zongora
- Paul McCartney – basszusgitár, zongora
- George Harrison – szólógitár
- Ringo Starr – dob
- George Martin – zongora

## The Beach Boys-változat
A The Beach Boys verziója tartalmazz háttérénekeket is, amelyben megismétlik a "Rock, roll, rockin' and roll" kifejezést. Az nagylemez és a kislemez változat között annyi a különbség, hogy az egyik verzióban több szintetizátor hangzás található. Feldolgozásuk 1976 nyarán elérte az 5. helyet az amerikai kislemez listán és a 11. helyet Kanadában.

### Közreműködött
Az Album Liner oldalon található információk szerint:
- Al Jardine – vokál
- Mike Love – vokál, szólógitár
- Brian Wilson – vokál, rendező, zongora, Moog basszus, ARP szintetizátor
- Carl Wilson – vokál
- Dennis Wilson – vokál, dob| The Beach Boys Rock and Roll Music |                     |
| kislemez                           |                     |
| B-oldal                            | T M Song            |
| Megjelent                          | 1976. május 24.     |
| Formátum                           | kislemez            |
| Felvételek                         | 1976 során          |
| Stílus                             | Rock, rock and roll |
| Nyelv                              | angol               |
| Hossz                              | 2:29                |
| Kiadó                              | Brother/Reprise     |
| Szerző                             | Chuck Berry         |
| Producer                           | Brian Wilson        |
| Sablon Wikidata Segítség           |                     |

## Fordítás
Ez a szócikk részben vagy egészben  a   Rock and Roll Music (song) című angol Wikipédia-szócikk fordításán alapul.  Az eredeti cikk szerkesztőit annak laptörténete sorolja fel. Ez a jelzés csupán a megfogalmazás eredetét és a szerzői jogokat jelzi, nem szolgál a cikkben szereplő információk forrásmegjelöléseként.